# 台湾大山蜗牛
台湾大山蜗牛（学名：Cyclophorus formosensis），是中腹足目山蜗牛科Cyclophorus的一种。主要分布于台湾，常栖息在中低海拔山区潮湿的落叶堆下或地上。